# Agentes de Atlas
Agentes de Atlas es un equipo ficticio de superhéroes que aparece en los cómics estadounidenses publicados por Marvel Comics. La primera alineación estaba compuesta por personajes que aparecían originalmente en historias no relacionadas publicadas en la década de 1950 por la compañía predecesora de Marvel, Atlas Comics. Los personajes debutaron en equipo en What If # 9 (junio de 1978) y protagonizaron la serie limitada de 2006 Agents of Atlas, escrita por Jeff Parker y con el arte por Leonard Kirk.
En 2019, la alineación del equipo se renovó como un nuevo equipo compuesto por superhéroes asiáticos y asiáticoamericanos como The New Agents of Atlas, escrito por Greg Pak y arte por Gang Hyuk Lim.

## Historia de la publicación
Este grupo de héroes, el cual no era equipo en los cómics de los ‘50, fue establecido como tal a través de una continuidad retroactiva. Tuvieron una aparición como grupo en un no-canónico What If #9 (junio de 1978) y reaparecieron en Avengers Forever (miniserie del 1998-2000), y en la miniserie del 2000-2001 Marvel: The Lost Generation, que tomó lugar en la continuidad principal de Marvel Comics.
La serie limitada Agents of Atlas #1-6 (Oct. 2006 – Mar. 2007) fue situada en el presente, también dentro de la continuidad principal. La serie surgió de lo que el escritor Parker llamó "una gran corazonada editorial" en Marvel, agregando que el regreso de los personajes "es algo que (el editor) Mark Paniccia estaba buscando y que específicamente pensaba para mí, y me preguntó lo que haría con eso". Paniccia dijo que la idea le vino al recoger una copia de la historia del What if? y encontró la carátula "intrigante; instantáneamente me picó el bichito de la nostalgia”.
El equipo hizo una breve aparición en "The Resistance", una historia de ocho páginas que fue parte de las historias relacionadas con la Secret Invasion. Parker y el editor Paniccia declararon en julio de 2008, que el escritor volverá a escribir la serie Agents of Atlas próximamente, la cual será lanzada como parte de títulos referidos a la historia de Dark Reign.

## Miembros
El equipo, formado por personajes originalmente sin relación, consiste de (miembro /debut):
- Namora — Marvel Mystery Comics #82 (mayo de 1947)
- Venus — Venus #1 (agosto de 1948)
- Marvel Boy — Marvel Boy #1 (diciembre de 1950)
- Hombre Gorila — Men's Adventures #26 (marzo de 1954)
- M-11 — Menace #11 (mayo de 1954)
- Jimmy Woo and the Yellow Claw — Yellow Claw #1 (octubre de 1956)

Otros personajes de la historia original, como Jann of the Jungle, hicieron apariciones esporádicas. Parker explicó que el miembro original en el What if?, 3-D Man, fue dejado de lado porque “en realidad no pertenecía a los ‘50”.
Después de que los Agentes de Atlas se hicieron cargo de la Fundación Atlas, los siguientes personajes se unieron como miembros de la Fundación Atlas:
- Sr. Lao - Asesor del Jefe de la Fundación Atlas. Un dragón que era el asesor de Yellow Claw, ahora asesor de Jimmy Woo, el nuevo Jefe de la Fundación Atlas.
- Temugin - Segundo al mando de la Fundación Atlas.
- Derek Khanata - Supervisor de Atlas.
- Al final de la serie, el 3-D Man contemporáneo fue invitado a unirse al equipo, y lo hizo.

Durante la Guerra de los Reinos, Jimmy Woo reclutó a varios de sus compañeros de equipo del equipo de superhéroes asiático-americanos Protectors, así como a varios nuevos superhéroes asiáticos para formar The New Agents of Atlas para evitar que la Reina de las Cinders invada el continente asiático. Los miembros actuales consisten en:
- Aero - la heroína china con poderes basados en el viento.
- Brawn - El ex coreano-estadounidense Hulk y supergenio.
- Crescent e Io - heroína de Corea del Sur y su oso mágico.
- Luna Snow - Idol surcoreana de K-Pop con poderes basados en el hielo.
- Shang-Chi - El maestro de Kung-Fu.
- Silk: una aliada coreana-estadounidense de Spider-Man.
- Sword Master: la espada mística que empuña al héroe chino.
- Wave - El manipulador de agua filipina.
- Zorro Blanco - Súper espía surcoreana y la última de los kumiho.

La superheroína inhumana pakistaní-estadounidense, Ms Marvel, se le ofreció la membresía junto con los otros Campeones, pero se fue para reunirse con su equipo original, los Campeones en Nueva York antes de que ella pudiera aceptar la oferta. M-41 Zu, un androide mejorado místicamente creado por Jimmy y la fundación Atlas, se unió brevemente al equipo bajo la apariencia de la diosa del volcán hawaiano Pelé. El Rey Mono Inmortal Sun Wukong de los Ascendientes también ayudó brevemente al equipo.
Cuando la mayoría de los Agentes son convocados a la ciudad portal de Pan, se les presenta al Hombre Gigante actual, Raz Malhotra, quien Amadeus recluta informalmente en Atlas cuando rechaza la oferta de Mike Nguyen para convertirse en los protectores de Pan.

## Biografía ficticia del equipo
El grupo fue formado en la primavera del ‘58 por el agente del FBI Jimmy Woo para rescatar al presidente Dwight D. Eisenhower del villano Yellow Claw. Woo primero recluta a Venus y Marvel Boy. Entonces intenta reclutar a Namora, quien declina la oferta pero le dice a Woo donde encontrar un robot averiado pero potencialmente útil llamado M-11. Mientras Marvel Boy arregla a M-11, Woo solicita a Jann of the Jungle que le extienda en lugar de Marvel Boy una invitación a Gorilla-Man, quien acepta. El grupo rescata rápidamente al presidente Eisenhower y permanece unido durante seis meses hasta que el gobierno federal, al decidir que el público no está preparado para tal grupo, lo disuelve y clasifica la información sobre él.
Años después, Woo, ahora un agente de alto rango de S.H.I.E.L.D., intenta una incursión secreta contra un grupo identificado como la Fundación Atlas. Marchándose sin autorización y tomando a varios agentes de voluntarios con él, Woo se infiltra en una de las locaciones de Atlas, que termina con la muerte de todos los reclutas. Woo mismo recibe fuertes quemaduras y pierde sus altas funciones cerebrales. Gorilla-Man, también ahora un agente de S.H.I.E.L.D., le da a la organización un registro del equipo de los ‘50, el cual no era de conocimiento de S.H.I.E.L.D., y rescatan a Woo con la ayuda de M-11 y Marvel Boy, quien restaura a Woo a su aspecto de 1958. Namora, a quien el grupo creía muerta, regresa y se une a los Agentes.
El equipo descubre que M-11 es un doble agente del Yellow Claw, y que Venus es una de las Sirenas de la leyenda en carne y hueso, pero no la Venus/Afrodita de la mitología.
Usando a M-11 como guía, los héroes encuentran a Yellow Claw, quien revela su verdadera identidad, Plan Chu un prácticamente inmortal Mongol khan que clama haber orquestado cada una de sus batallas con Woo sólo para probar su valor, se case con Suwan y lo suceda como khan. Chu creó Atlas para poner a Woo nuevamente en notoriedad. Woo acepta su destino, tomando Atlas con la esperanza de volverlo una fuerza para el bien, y el Yellow Claw, habiendo encontrado a su heredero, comete aparentemente suicidio. Reaparecieron en Nueva York, donde el equipo, junto con Spider-Man, derrotaron a células remanentes del Templo de Atlas todavía leales al Yellow Claw. Luego trabajaron como una célula de resistencia contra la invasión a la Tierra de la raza alienígena cambia-formas conocida como los Skrulls.
Siguiendo la derrota Skrull y el ascenso de Norman Osborn al poder, los Agentes de Atlas dispusieron el oponerse a la agenda de Osborn tomando el rol de “supervillanos”. Su primer acto fue atacar al Fuerte Knox y robar las reservas de oro, las cuales Osborn planeaba utilizar para financiar su sistema secreto de armas.

## Templo de Atlas
Como parte de la estrategia viral para promocionar la serie, los fanáticos podían participar en un juego de realidad alternativa centrado alrededor del weblog del “Templo de Atlas” en la página web de Marvel. Allí, los lectores recibían extractos semanales de las hazañas de Jimmy Woo y su equipo, y donde el celador del Templo, el misterioso “Mr. Lao” les daba sus misiones. El objetivo era descubrir la palabra clave de cada semana encontrando las pistas de texto que Lao posteaba en los foros de las páginas webs de cómics de Newsrama y Comic Book Resources. Ellos, junto con IGN.com y Comics Bulletin, podrían también postear nuevas noticias falsas que contenían información que los jugadores deberían seguir, las cuales contenían más pistas para encontrar palabras clave. Los anagramas eran usuales, y en varias ocasiones una palabra clave tenía que ser tomada “del campo”, yendo a una tienda de cómics local y diciendo la frase al personal a fin de recibir una palabra clave en respuesta. En dos ocasiones, los jugadores tuvieron que dirigirse a la convención de Héroes y al San Diego Comic-Con International para encontrar más palabras claves.

## Otras versiones
En el universo de Marvel Adventures, una historia de viaje en el tiempo contaba que una versión de los Agentes de Atlas de 1958 encontraban al Capitán América congelado en el hielo. Este especial fue escrito por Jeff Parker y dibujado por Leonard Kirk, el mismo equipo creativo de la serie limitada.

## En otros medios
- Los Agentes de Atlas apareció en Lego Marvel Superheroes 2 como DLC (contenido descargable). Incluido Hombre Gorila, el Uranian, Venus, Jimmy Woo y M-11/Human Robot.[7]
- Jimmy Woo aparece en Marvel Cinematic Universe interpretado por Randall Park. El personaje debutó en Ant-Man and the Wasp y aparecerá en la serie de Disney+, WandaVision.

## Listado de apariciones
- Agents of Atlas #1-6 (2006-2007)
- Spider-Man Family #4 (2007)
- Giant-Size Marvel Adventures: The Avengers Número único (2008) (versión Marvel Adventures)
- Secret Invasion: Who Do You Trust? Número único (2008)
- Dark Reign: New Nation Número único (2008)